# Fenil-lítio
Fenil-lítio é um agente organometálico com a fórmula empírica C6H5Li. É mais comumente utilizado como um agente de metalização em sínteses orgânicas e um substituto para reagentes de Grignard para a introdução de grupos fenilo em sínteses orgânicas. Fenil-lítio cristalino é incolor, no entanto, as soluções de fenil-lítio apresentam vários tons de cor marrom ou vermelho, dependendo do solvente utilizado e das impurezas presentes no soluto.